# Carife
Carife is een gemeente in de Italiaanse provincie Avellino (regio Campanië) en telt 1642 inwoners (31-12-2004). De oppervlakte bedraagt 16,6 km², de bevolkingsdichtheid is 106 inwoners per km².
De volgende frazioni maken deel uit van de gemeente: Ariacchino,Ciaruolo,Piano Lagnetta,San Martino,Santo Leo,Serra Di Fusco.

## Demografie
Carife telt ongeveer 658 huishoudens. Het aantal inwoners daalde in de periode 1991-2001 met 7,3% volgens cijfers uit de tienjaarlijkse volkstellingen van ISTAT.
| Jaar | Inwoneraantal |
| ---- | ------------- |
| 1991 | 1835          |
| 2001 | 1701          |

## Geografie
De gemeente ligt op ongeveer 740 meter boven zeeniveau.
Carife grenst aan de volgende gemeenten: Castel Baronia, Frigento, Guardia Lombardi, San Nicola Baronia, Sturno, Trevico, Vallata.